# Хлынья
Хлынья — река в России, протекает по территории Волоколамского района и Рузского городского округа Московской области. Правый приток реки Озерны (впадает в Озернинское водохранилище).

## География
Река Хлынья берёт начало около деревни Вишенки Волоколамского района. Течёт на юго-восток. Левый приток Хлыньи — река Оселье. Вдоль течения реки расположены деревни Помогаево, Рупасово, Иваново, Пахомьево и Журавлёво. Устье реки находится в 5,2 км по правому берегу реки Озерны. Длина реки составляет 16 км, площадь водосборного бассейна — 76,8 км².

## Данные водного реестра
По данным государственного водного реестра России относится к Окскому бассейновому округу, водохозяйственный участок реки — Озерна от истока до Озернинского гидроузла, речной подбассейн реки — бассейны притоков Оки до впадения Мокши. Речной бассейн реки — Ока.
Код объекта в государственном водном реестре — 09010101212110000023408.